# Exorchis oviformis
Exorchis oviformis är en plattmaskart. Exorchis oviformis ingår i släktet Exorchis och familjen Cryptogonimidae. Inga underarter finns listade i Catalogue of Life.